# Danny Allison
Pour les articles homonymes, voir Allison.
Danny Allison est un footballeur anglais devenu entraîneur à la fin de sa carrière de joueur. Il a notamment dirigé la sélection d'Arabie saoudite à la fin des années 1970.

## Biographie
En 1978, il succède à son compatriote Bill McGarry au poste de sélectionneur de l'Arabie saoudite. Son mandat débute par une défaite à domicile en amical face à la Corée du Sud (0-2) avant de prendre part aux Jeux asiatiques, organisés en Thaïlande. Le tournoi est un échec puisque les Faucons saoudiens sont accrochés par l'Irak avant de s'incliner contre la Chine. Le dernier match de poule les voit obtenir le match nul 2-2 contre le Qatar, un résultat insuffisant qui les élimine de la compétition. Cet échec signifie le départ d'Allison, remplacé par un autre entraîneur anglais, David Woodfield.